# お隣の天使様にいつの間にか駄目人間にされていた件
『お隣の天使様にいつの間にか駄目人間にされていた件』（おとなりのてんしさまにいつのまにかだめにんげんにされていたけん、英:The Angel Next Door Spoils Me Rotten）は、佐伯さんによる日本のライトノベル。小説家になろうにて、2018年12月から2021年7月まで連載されていた（ウェブ版は休止）。書籍版はGA文庫（SBクリエイティブ）より2019年6月から刊行されており、イラストは1巻販売時は和武はざのが担当していたが後に本人より降板の申し出があったため、2巻よりはねことが担当することとなり、それ以降に販売される1巻のカバーイラストもはねこと作画の物に変更されている（挿絵は変わらず）。略称は「お隣の天使様」。
『このライトノベルがすごい！』文庫部門では2020年版よりトップ10入りしており、2024年版では文庫部門で1位を獲得したほか、ウェブアンケート、イラストレーター部門、キャラクター女性部門、キャラクター男性部門でもそれぞれ1位を獲得し、史上初となる5冠を達成した。2025年3月時点でシリーズ累計部数は250万部を突破している。
メディアミックスとして、芝田わん作画、優木すず構成によるコミカライズが2022年1月6日より『マンガUP!』にて連載中。ぷよによる5.5巻とコミカライズの特装版のショートエピソードを題材としたスピンオフ『お隣の天使様にいつの間にか駄目人間にされていた件 after the rain』が、2023年12月7日より同アプリにて連載中。また、テレビアニメが制作されており、第1期は2023年1月から3月まで放送され、第2期は2026年4月から放送予定。

## あらすじ
高校1年の秋、公園で雨に濡れたまま動かない「天使様」こと椎名真昼を見かねて差していた傘を押し付けた藤宮周は、日頃の不摂生がたたって風邪をひいてしまう。傘を返しに来た真昼はそのことに罪悪感を抱き看病を申し出たが、隣人である周の汚部屋とあまりに不摂生な食生活を見て呆れ、掃除の手伝いやおかずの差し入れなどをするようになり、やがて周の部屋で夕食を作って食卓を共にするようになった。
周は作り物のような「天使様」に興味を持たないが紳士的で、真昼は「天使様」としてではなく率直で辛辣な素の態度を示す。
同じ時間を共有するうちに2人は徐々に打ち解け、お互いのことを知り、少しずつ惹かれ合っていく。

## 登場人物
声の項はテレビアニメおよびドラマCDの声優。
藤宮周（ふじみや あまね）
声 - 坂泰斗
本作の主人公。高校1年生となると共に一人暮らしを始め、1SLDKの部屋に住む。整理整頓が苦手で食事はコンビニ弁当か栄養補助食品、もしくは外食で済ませる。誕生日は11月8日。
中学生時代に仲が良いと思っていた友人たちが、自分を友人とも思わず金づるとして都合良く利用していたことを知り、人間不信に陥ってしまう。友人だと思っていた者たちと顔を合わせたくないがために、地元を離れ一人暮らしを始めた。
『このライトノベルがすごい！』男性キャラクター部門では2022年版で5位、2023年版で3位、2024年版で1位、2025年版で3位を獲得している。
椎名真昼（しいな まひる）
声 - 石見舞菜香
本作のヒロイン。可憐な美少女の風貌から比喩的に「天使様」と呼ばれる。周の隣の部屋に住む。借りは返す主義。定期考査で常に1位を取り、体育の授業でも活躍する文武両道の少女。誕生日は12月6日。愛情の欠けた両親の間に生まれ育ったため、愛情に飢えている。
『このライトノベルがすごい！』女性キャラクター部門では2022年版から4年連続で1位を獲得している。
赤澤樹（あかざわ いつき）
声 - 八代拓
周の級友もとい悪友で、千歳の恋人。誕生日は3月4日。
地元を離れた後に出来た周の数少ない友人の一人で、快活な好青年。周と真昼の関係を知って以降は、恋愛事に引っ込み思案な周を後押ししアドバイスする役割となる。
千歳のことを「ちぃ」と呼び、結婚を前提に交際を考えているほど溺愛しているため自身の父親とは反発している。優等生だった頃の中学時代に千歳に猛アタックし、今では学園中が認めるバカップルとなっている。
白河千歳（しらかわ ちとせ）
声 - 白石晴香
樹の恋人で、同じく周の悪友。ただし樹の父親とは折り合いが悪い。誕生日は5月5日。
運動神経が抜群で料理もそつなくはこなせるが、バレンタインのチョコをロシアンルーレット形式にするなど、思い付きで突拍子もない行動を取るため周からは鬱陶しがられている。周と真昼の秘密を知って以降は、真昼とも距離を縮め親友となった。
1年次は別クラスだったが、2年生から周たちと同じクラスになる。中学時代は陸上部のエースだったが、樹のことが好きだった先輩よりも成績が良く、それに嫉妬した連中から嫌がらせを受けていたため、高校では陸上部に入っていない。
門脇優太（かどわき ゆうた）
声 - 小野賢章
周たちのクラスメート。陸上部のエースで女子からの人気が高く、「王子様」というあだ名で呼ばれている。
1年次、バレンタインにチョコを大量にもらって持ち運びに困っていたところへ周がレジ袋を渡したことで周たちと知り合う。当初、過去の経験より周からは警戒されていたが、仲間思いの性格で周の大事な友人となる。千歳や樹以外で周と真昼の関係を知る数少ない人物。上辺ばかり見られて気苦労している点では、同じく「天使様」と持て囃されている真昼からも共感を得ている。
藤宮修斗（ふじみや しゅうと）
声 - 古川慎
周の父。年齢は中年なのに、30代前半の見た目をしている。落ち着いた性格をしており、息子のことを心から信頼している。
藤宮志保子（ふじみや しほこ）
声 - 金元寿子
周の母。息子の周にとても構う。夫とは周が照れるほどにラブラブ。真昼のことを気に入り、周との仲を応援している。
椎名小夜（しいな さよ）
声 - 中原麻衣
真昼の母。夫の朝陽とは恋愛婚ではなく真昼を妊娠したのをきっかけとした授かり婚であったこともあり、夫婦と親子の仲は冷えきっている。

## 既刊一覧

### 小説
- 佐伯さん（著） / 和武はざの（イラスト、第1巻） / はねこと（イラスト、第2巻以降）、SBクリエイティブ〈GA文庫〉、既刊13巻（2025年3月15日現在）
  - 『お隣の天使様にいつの間にか駄目人間にされていた件』2019年6月30日初版発行（6月15日発売[32]）、ISBN 978-4-8156-0248-2
  - 『お隣の天使様にいつの間にか駄目人間にされていた件2』2020年4月30日初版発行（4月14日発売[33]）[注 3]、ISBN 978-4-8156-0327-4
  - 『お隣の天使様にいつの間にか駄目人間にされていた件3』2020年9月30日初版発行（9月11日発売[34]）、ISBN 978-4-8156-0741-8
  - 『お隣の天使様にいつの間にか駄目人間にされていた件4』2021年3月31日初版発行（3月12日発売[35]）、ISBN 978-4-8156-0827-9
    - 『アクリルキーホルダー付き特装版』同日発売[36]、ISBN 978-4-8156-0826-2

  - 『お隣の天使様にいつの間にか駄目人間にされていた件5』2021年7月31日初版発行（7月14日発売[37]）、ISBN 978-4-8156-1169-9
  - 『お隣の天使様にいつの間にか駄目人間にされていた件5.5』2022年1月31日初版発行（1月14日発売[38]）、ISBN 978-4-8156-1199-6
    - 『SS冊子付き特装版』同日発売[39]、ISBN 978-4-8156-1291-7

  - 『お隣の天使様にいつの間にか駄目人間にされていた件6』2022年5月31日初版発行（5月16日発売[40]）、ISBN 978-4-8156-1200-9
    - 『等身大タペストリー付き特装版』同日発売[41]、ISBN 978-4-8156-1344-0

  - 『お隣の天使様にいつの間にか駄目人間にされていた件7』2022年9月30日初版発行（9月14日発売[42]）、ISBN 978-4-8156-1201-6
    - 『ドラマCD付き特装版』2022年9月13日発売[43]、ISBN 978-4-8156-1530-7

  - 『お隣の天使様にいつの間にか駄目人間にされていた件8』2023年1月31日初版発行（1月15日発売[44]）、ISBN 978-4-8156-1596-3
    - 『ドラマCD付き特装版』同日発売[45]、ISBN 978-4-8156-1595-6
    - 『ドラマCD+複製原画付き特装版』同日発売[46]、ISBN 978-4-8156-1858-2

  - 『お隣の天使様にいつの間にか駄目人間にされていた件8.5』2023年9月30日初版発行（9月15日発売[47]）、ISBN 978-4-8156-2176-6
    - 『小冊子付き特装版』同日発売[48]、ISBN 978-4-8156-2175-9

  - 『お隣の天使様にいつの間にか駄目人間にされていた件9』2024年3月31日初版発行（3月15日発売[49]）、ISBN 978-4-8156-2399-9
    - 『ドラマCD付き特装版』同日発売[50]、ISBN 978-4-8156-2398-2
    - 『ドラマCD&スクールカレンダー付き特装版』同日発売[51]、ISBN 978-4-8156-2475-0

  - 『お隣の天使様にいつの間にか駄目人間にされていた件10』2024年9月30日初版発行（9月14日発売[52]）、ISBN 978-4-8156-2664-8
    - 『アクリルジオラマ付き特装版』同日発売[53]、ISBN 978-4-8156-2701-0

  - 『お隣の天使様にいつの間にか駄目人間にされていた件11』2025年3月31日初版発行（3月15日発売[54]）、ISBN 978-4-8156-2805-5
    - 『ドラマCD+DLシリアルコード付き特装版』同日発売[55]、ISBN 978-4-8156-2909-0
    - 『ドラマCD+DLシリアルコード&めくれるタペストリー付き特装版』同日発売[56]、ISBN 978-4-8156-2910-6

### 漫画
- 佐伯さん（原作） / はねこと（原作イラスト） / 芝田わん（作画） / 優木すず（構成）『お隣の天使様にいつの間にか駄目人間にされていた件』スクウェア・エニックス〈ガンガンコミックス〉、既刊5巻（2025年3月7日現在）
  1. 2022年7月7日発売[57][1]、ISBN 978-4-7575-8016-9
  2. 2022年12月7日発売[58]、ISBN 978-4-7575-8296-5
  3. 2023年12月7日発売[59]、ISBN 978-4-7575-8948-3
  4. 2024年8月6日発売[60]、ISBN 978-4-7575-9342-8
  5. 2025年3月7日発売[61]、ISBN 978-4-7575-9644-3
    - 『小冊子付き特装版』同日発売[62]、ISBN 978-4-7575-9645-0
- 佐伯さん（原作） / はねこと（原作イラスト） / ぷよ（漫画）『お隣の天使様にいつの間にか駄目人間にされていた件 after the rain』スクウェア・エニックス〈ガンガンコミックスUP!〉、既刊2巻（2025年4月7日現在）
  1. 2024年8月6日発売[63]、ISBN 978-4-7575-9343-5
  2. 2025年4月7日発売[64]、ISBN 978-4-7575-9781-5

## テレビアニメ
2022年1月にテレビアニメ化が発表され、第1期は2023年1月から3月までTOKYO MXほかにて放送された。第2期は2026年4月から放送予定。

### スタッフ
|                              | 第1期                                                            | 第2期                            |
| ---------------------------- | ---------------------------------------------------------------- | -------------------------------- |
| 原作                         | 佐伯さん                                                         | 佐伯さん                         |
| キャラクター原案             | はねこと                                                         | はねこと                         |
| 監督                         | 王麗花                                                           | 熊野千尋                         |
| 監修                         | 今泉賢一                                                         | 未公表                           |
| シリーズ構成・シナリオ       | 大知慶一郎                                                       | 大知慶一郎                       |
| キャラクターデザイン         | 野口孝行                                                         | 野口孝行                         |
| サブキャラクターデザイン     | N/A                                                              | 倉橋N濘                          |
| プロップデザイン             | 新谷真昼                                                         | 新谷真昼                         |
| 美術監督                     | 三宅昌和                                                         | 河合良介                         |
| 色彩設計                     | 有尾由紀子                                                       | 鈴木ようこ                       |
| CGラインディレクター         | 齋藤威志                                                         | 未公表                           |
| 撮影監督                     | 上條智也                                                         | 上條智也                         |
| 編集                         | 丹彩子                                                           | 三嶋章紀                         |
| 音響監督                     | 明田川仁                                                         | 未公表                           |
| 音楽                         | 日向萌                                                           | 日向萌                           |
| 音楽プロデューサー           | 有馬由衣                                                         | 未公表                           |
| 音楽制作                     | 東宝ミュージック ミラクル・バス                                  | 未公表                           |
| チーフプロデューサー         | 高橋敦司 武井克弘 長瀬奈津子 伊藤裕史 外川明宏 中路亮輔 山下良平 | 未公表                           |
| プロデューサー               | 田口翔一朗 松本一貴 三輪靖史 三浦史 佐藤潤 富原大稀 金子広孝     | 未公表                           |
| アニメーションプロデューサー | 椛谷智司                                                         | 未公表                           |
| 制作                         | project No.9                                                     | project No.9                     |
| 製作                         | アニメ「お隣の天使様」製作委員会                                 | アニメ「お隣の天使様」製作委員会 |

### 主題歌
「ギフト」
オーイシマサヨシによる第1期オープニングテーマ。作詞・作曲・編曲はオーイシが大石昌良名義で担当する。
「小さな恋のうた」
椎名真昼（石見舞菜香）による第1期エンディングテーマ。作詞は上江洌清作、作曲はMONGOL800、編曲は山田航平。
MONGOL800による同名楽曲のカバーソングとなる。
「愛唄」
椎名真昼（石見舞菜香）による第7話エンディングテーマ。作詞・作曲はGReeeeN、編曲は半田翼。
GReeeeNによる同名楽曲のカバーソングとなる。
「君に届け」
椎名真昼（石見舞菜香）による第12話エンディングテーマ。作詞は山村隆太、作曲は阪井一生、編曲は半田翼。
flumpoolによる同名楽曲のカバーソングとなる。

### 評価
Blu-ray第1巻の推定初週売上は限定版が3,149枚、通常版が960枚、DVD第1巻の推定初週売上は410枚を記録している。

### 各話リスト
| #1  | 天使様との出会い Meet the Angel                                                      | 今泉賢一          | 若林漢二   | 吉岡敏幸 重國浩子 木下ゆうき 塚本歩                                                    | 野口孝行            | 2023年 1月7日 |
| #2  | 天使様と夕食 Dinner with the Angel                                                   | 今泉賢一          | 山内東生雄 | 水野隆宏 櫻井拓郎 渡部桂太 森出剛 塚本歩                                               | 小川エリ 佐藤勝行   | 1月14日       |
| #3  | 天使様へのご褒美 Reward for the Angel                                                | 今泉賢一          | 白石道太   | 河原久美子 大野勉 Studio EverGreen 24FPS                                               | 野口孝行            | 1月21日       |
| #4  | クリスマスの天使様 The Angel in the Christmas                                        | 今泉賢一          | 奥野浩行   | 内野明雄 清水勝佑 邸錦 セブンシーズ                                                    | 野口孝行            | 1月28日       |
| #5  | 天使様と初詣 Hatsumōde with the Angel                                                | 今泉賢一          | 山内東生雄 | 渡部桂太 大野勉 SAS Studio EverGreen ワン・オーダー 胡慶丹 陳如水 STUDIO MASSKET       | 野口孝行 千支羽久遠 | 2月4日        |
| #6  | 天使様の贈り物 A gift from the Angel                                                 | 今泉賢一 中山岳洋 | 白石道太   | 重國浩子 渡部桂太 Lee Sang-min 櫻井拓郎 高瀬ゆり子 Revival グレーン セブンシーズ       | 野口孝行            | 2月11日       |
| #7  | 天使様との約束 A Promise with the Angel                                              | 今泉賢一 高橋雅之 | 加藤顕     | 大野勉 Studio EverGreen 24FPS Revival グレーン SAS                                     | 野口孝行            | 2月18日       |
| #8  | 新学期の天使様 The Angel in the New Term                                             | 今泉賢一          | 山内東生雄 | 大野勉 渡部桂太 Studio EverGreen Triple A Revival Rad Plus スタジオCL 4tune            | 野口孝行            | 2月25日       |
| #9  | 天使様とお出かけ Going Out with the Angel                                            | 今泉賢一          | 奥野浩行   | 渡部桂太 グレーン 板絵動画                                                             | 野口孝行            | 3月4日        |
| #10 | 夢の中の天使様 The Angel in the Dream                                                | 今泉賢一          | 又野弘道   | Studio EverGreen 24FPS ワン・オーダー Revival 渡部桂太                                 | -                   | 3月11日       |
| #11 | お隣の天使様に いつの間にか駄目人間にされていた The Angel Next Door Spoils Me Rotten | 今泉賢一          | 赤坂安兵衛 | 4tune Studio EverGreen ワン・オーダー STUDIO MASSKET Triple A 重國浩子 大野勉 渡部桂太 | -                   | 3月18日       |
| #12 | 臆病だった自分にさようならを Say Goodbye to My Cowardice                             | 今泉賢一          | 中野武蔵   | グレーン 渡部桂太                                                                      | 野口孝行            | 3月25日       |

### 放送局
| 放送期間               | 放送時間                     | 放送局   | 対象地域 | 備考                                   |
| ---------------------- | ---------------------------- | -------- | -------- | -------------------------------------- |
| 2023年1月7日 - 3月25日 | 土曜 22:30 - 23:00           | TOKYO MX | 東京都   | 製作参加 / 字幕放送 / リピート放送あり |
| 2023年1月8日 - 3月26日 | 日曜 0:00 - 0:30（土曜深夜） | BS日テレ | 日本全域 | BS放送 / 『アニメにむちゅ〜』枠        |
|                        | 日曜 22:00 - 22:30           | AT-X     | 日本全域 | CS放送 / 字幕放送 / リピート放送あり   |

| 配信開始日    | 配信時間                       | 配信サイト |
| ------------- | ------------------------------ | --- |
| 2023年1月7日  | 土曜 22:30                     | ABEMA |
| 2023年1月11日 | 水曜 0:00（火曜深夜） 以降順次 | dアニメストア Netflix Amazon Prime Video U-NEXT アニメ放題 GYAO! FOD バンダイチャンネル ふらっと動画 TELASA J:COMオンデマンドメガパック auスマートパスプレミアム milplus ひかりTV HAPPY!動画 ムービーフルplus Hulu Google Play ニコニコ生放送 ニコニコチャンネル ビデオマーケット DMM TV |

### BD / DVD
| 巻 | 発売日        | 収録話          | 規格品番  | 規格品番  | 規格品番  |
| 巻 | 発売日        | 収録話          | BD限定版  | BD通常版  | DVD       |
| -- | ------------- | --------------- | --------- | --------- | --------- |
| 1  | 2023年5月17日 | 第1話 - 第3話   | TBR33078D | TBR33079D | TDV33080D |
| 2  | 2023年6月21日 | 第4話 - 第6話   | N/A       | TBR33081D | TDV33082D |
| 3  | 2023年7月19日 | 第7話 - 第9話   | N/A       | TBR33083D | TDV33084D |
| 4  | 2023年8月16日 | 第10話 - 第12話 | N/A       | TBR33085D | TDV33086D |

### CD
| 発売日        | タイトル                                                                                 | 規格品番  |
| ------------- | ---------------------------------------------------------------------------------------- | --------- |
| 2023年4月19日 | TVアニメ『お隣の天使様にいつの間にか駄目人間にされていた件』オリジナル・サウンドトラック | THCA60281 |
| 2023年4月19日 | TVアニメ『お隣の天使様にいつの間にか駄目人間にされていた件』Cover Songs                  | THCA60282 |

### WEBラジオ
『お隣の天使様にラジオでも駄目人間にされていた件』が、椎名真昼役の石見舞菜香のパーソナリティで、テレビアニメ公式サイトおよびYouTubeのTOHO animation チャンネルにて第1期に合わせて2023年1月11日から2023年5月24日まで配信。全16回。
2024年12月6日には、椎名真昼の誕生日に合わせ、〜皆んなで祝おう！真昼お誕生日会〜 が生配信された。
2025年6月27日には、第2期第1弾PVの新映像公開生ラジオが配信された。